# کشانژ ویلکی
کشانژ ویلکی (به لهستانی:  Książ Wielki) یک روستا در لهستان است که در گمینا کشانژ ویلکی واقع شده‌است.
 کشانژ ویلکی  ۸۲۰ نفر جمعیت دارد.